# Georg Friedrich Böhler
Georg Friedrich Böhler (* 5. Mai 1799 in Frankfurt am Main; † 17. Mai 1857 ebenda) war Großkaufmann und Politiker in der Freien Stadt Frankfurt.
Georg Friedrich Böhler vertrieb in seinem Geschäft Zeil 54 „Pariser und englische Kurze“, Galanterie- und Modewaren und Strohhüte als Groß- und Einzelhandel. Er gehörte 1847 dem Gesetzgebenden Körper und 1848 dem Verfassungsausschuss der Constituierenden Versammlung der Freien Stadt Frankfurt an.
Böhler war verheiratet. Seine Söhne Emil (1843–1882) und Albert Böhler (1845–1899) waren Gründer der Böhler-Werke.